# X-20試驗機

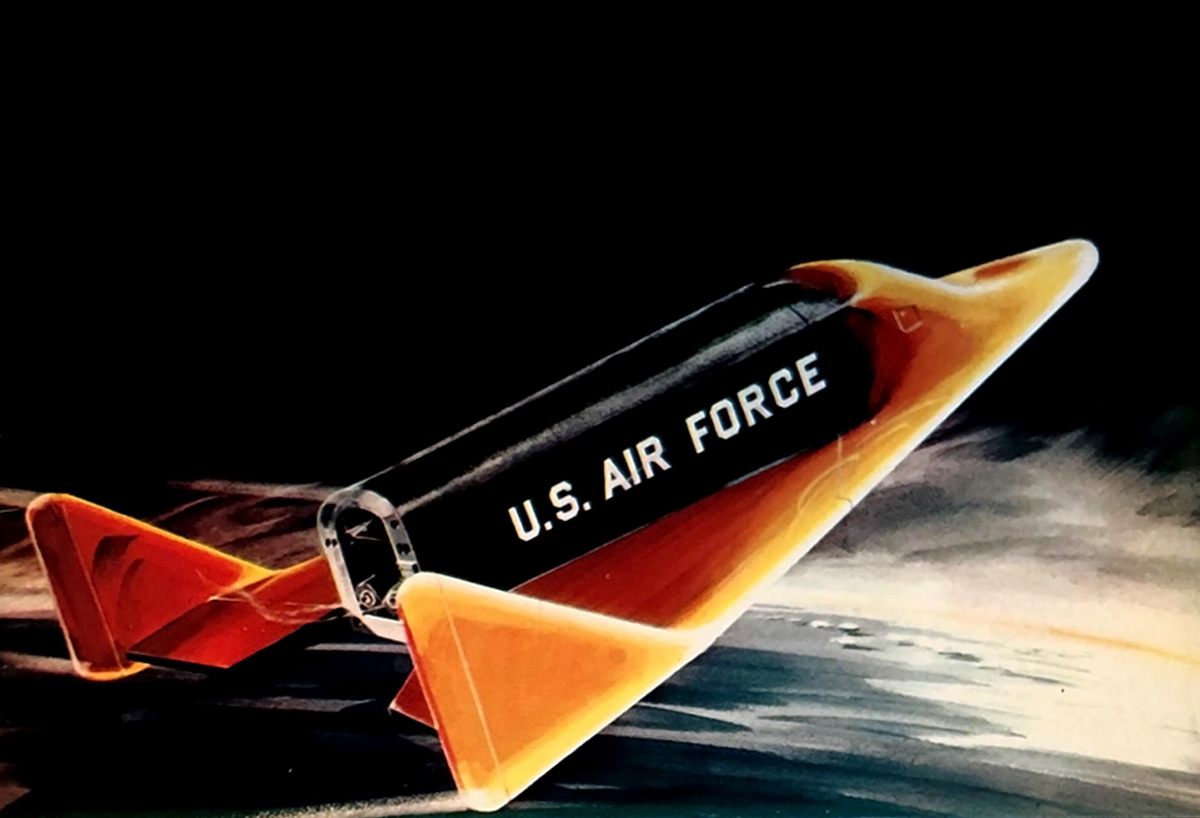
艺术家想象中的X-20再入大气层过程

X-20“Dyna-Soar”（“动力倍增器”的英文缩写）是美国空军开发的一款航天飞机，它可以执行多种任务，包括侦察、轰炸、太空营救，保养卫星和破坏敌人卫星。这个计划从1957年10月24日一直持续到1963年12月10日。它总共花费了6.6亿美元，而且就在NASA的太空飞机计划开始后不久就被终止了。
与当时其它太空计划（例如水星计划和东方计划）不同的是，Dyna-Soar的降落过程会由宇航员操纵，而且会在一个预定好的地点降落，而不是简单地沿弹道弧线下落。这使它比同时期其它的载人太空计划先进得多。Dyna-Soar计划中搜集到的数据极大地帮助了后来太空飞机的设计工作。

## 背景
Dyna-Soar的研发可以追溯到Eugen Sänger的銀鳥，这是二战期间纳粹德国的一项轰炸机计划。它的设计理念是：在由一枚A-4或A-9火箭送入50-150千米的高空并被加速到5.5千米／秒以上后，一架以火箭为动力的轰炸机会滑翔很大的一段距离直到目标上空，然后开始轰炸。
一个公认的Dyna-Soar的灵感来源是1949年的太空飞机计划“Tsien”。这个主意是美国陆军航空兵上校钱学森博士研究了德国的V-2和其它火箭之后想出的。
Dyna-Soar会被一枚洲际导弹送到外大气层，然后开始下落。但是就在再入大气层时，它的速度还是很高，所以它的机翼会产生很大的升力，这会将它重新送出大气层。这个过程会一直重复下去，直到速度足够低时，里面的太空人才会选择一个降落地点并驾驶着它滑翔到那里。飞机在高超音速时产生的升力会让一架飞机一次飞越很长的距离。
这种先被送出大气层然后开始滑翔的飞机（也叫助推-滑翔式飞机）有能力在高超音速飞行时攻击世界上任何地方，而且截击这种飞机会很困难。与普通的重型轰炸机相比，这种飞机很小，而且用于自卫的武器也很少。这种飞机可以作为可回收的载人轰炸机，也可作为不可回收的洲际导弹。
二战之后，许多德国的科学家被中央情报局以“回纹针行动”的名义带到了美国。其中一个就是瓦尔特·多恩伯格，他是战时纳粹德国火箭计划的领导，知道许多关于“银鸟”计划的事情。在贝尔公司工作时，他努力想让美国空军和其他人注意到助推-滑翔式飞机。他的努力没有白费：1950年代早期，美国空军委托了贝尔、波音、Convair、道格拉斯、马丁、北美、共和和洛克希德去研究下列助推-滑翔式飞机：
- 轰炸机式导弹
- 高超音速武器的研究与发展的支持系统
- “铜铃”式侦察机和
- 火箭推进式轰炸机

## 研发
1957年10月24日，美国空军研究与发展部开始了“超音速滑翔火箭武器系统”（武器系统464L）的计划，Dyna-Soar计划。这个计划将所有对助推-滑翔式飞机的要求都整合到了一起，因为美国空军认为这样的一架飞机能执行包括轰炸和侦察在内的所有任务，而且这个计划还能成为X-15的后继计划。X-20计划总共分为三步：1.试验机（Dyna-Soar I）2.侦察机（Dyna-Soar II）3.在侦察机的基础上加上轰炸的能力（Dyna-Soar III）。X-20I的首次滑翔预定在1963年，有动力的飞行预定在1964年，那时它的速度将达到18马赫。1968年会试验一种自动操作的滑翔导弹，而最终的多功能武器系统（Dyna-Soar III）将会在1974年开始测试。
1958年3月，9家美国航空公司开始竞争建造Dyna-Soar的合約。在这之中，美国空军只会从贝尔公司和波音公司之中选择一个。尽管贝尔公司已有了六年的研究经验，但是波音公司还是在1959年6月得到了这个合約（在那时它的设计已经变了很多，与贝尔的很相像了）。1961年，泰坦III最终被选定为运载Dyna-Soar的火箭。Dyna-Soar将会在佛罗里达州卡纳维拉尔角的甘迺迪太空中心中心发射。

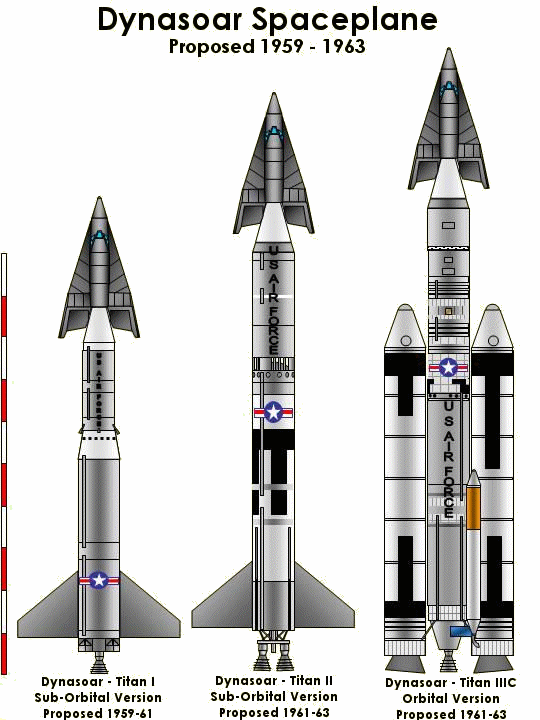
Dyna Soar 的助推火箭

1960年4月，七名太空人被秘密地挑选为Dyna-Soar计划的试飞员。但在1962年，尼尔·阿姆斯特朗和Bill Dana离开了。1962年9月19日，Albert Crews加入了Dyna-Soar的试飞计划，这之后，六名宇航员的名字被公开了，他们是：
- 尼尔·阿姆斯特朗（NASA）1960-62
- Albert H. Crews（美国空军）1962-63
- Bill Dana（NASA）1960-62
- Henry C. Gordon（美国空军）1960-63
- Pete Knight（美国空军）1960-63
- Russell L. Rogers（美国空军）1960-63
- Milt Thompson (NASA) 1960-63
- James W. Wood（美国空军）1960-63

1962年底，研究人员给Dyna-Soar计划起了个设计名称：X-20。X-20自己配备的火箭发动机（Dyna-Soar I测试用的）点火成功之后，美国空军在拉斯维加斯为它举行了揭幕仪式。

### 原定的 Dyna-Soar I试飞
- Dyna-Soar 1 – 1966年1月1日，无人
- Dyna-Soar 2－1966年4月1日，无人
- Dyna-Soar 3－1966年7月1日，绕地球1圈，乘员：James Wood
- Dyna-Soar 4－1966年10月1日，绕地球1圈，乘员：1
- Dyna-Soar 5－1967年3月1日，绕地球1圈，乘员：1
- Dyna-Soar 6－1967年5月1日，绕地球1圈，乘员：1
- Dyna-Soar 7－1967年7月1日，绕地球1圈，乘员：1
- Dyna-Soar 8－1967年9月1日，绕地球1圈，乘员：1
- Dyna-Soar 9－1967年12月1日，绕地球多圈，乘员：1
- Dyna-Soar 10－1968年3月1日，绕地球多圈，乘员：1，这是原定的X-20最后一次试飞。

## 问题
除了困扰着许多研究计划的资金问题之外，Dyna-Soar计划还有两个主要的问题：助推火箭不可靠，而且整个计划没有一个明确的目标。
一共有许多种助推火箭成为了Dyna-Soar的助推火箭的候选者。美国空军建议使用液氧／JP-4，或氟氨／氟肼火箭，或使用X-15的火箭。而波音公司的建议是使用 擎天神-半人馬座火箭，但是最后美国空军采纳了马丁公司提议的泰坦火箭。但是，泰坦I火箭没有足够的推力将五吨重的X-20送入轨道。泰坦II和泰坦III能将它送入轨道，它们与同样能将它送入轨道的土星C-1（后来命名土星I）火箭一起去竞争当Dyna-Soar的助推火箭，最后，泰坦IIIC被选中。在发射系统上的犹豫使整个计划变得更加复杂，也拖延了这个计划。
Dyna -Soar计划（武器系统 464L计划）最初是要成为一个同时研究航空和武器系统的计划。许多人质疑美国空军为什么不像NASA一样开展一个载人航天计划并将它作为首要的研究计划。但是，美国空军时常强调，与NASA不同的是，Dyna-Soar可以在有人控制的情况下重返大气层，这也是X-20计划的主要研究方向。1963年1月19日，美国国防部长罗伯特·麦克纳马拉命令空军去研究双子星座和Dyna –Soar两个天基武器系统哪一个更可行。在1963年3月中期收到空军的报告后，麦克纳马拉“说空军在可控再入飞行器上花了太多时间，并且还没有一个在轨运行的明确目标” (Geiger, 1963)。这被看作是他对这个计划的态度的大逆转。Dyna-Soar也是一项花费很高的项目，在1960年代中期之前不会进行载人飞行。高花费与令人质疑的实用性使空军很难说这是一个好的计划。最终，X-20 Dyna-Soar计划在1963年12月10日被终止了。
X-20计划原定会被载人轨道实验室计划取代，这是双子星座计划的一个子计划。但是最终它被终止了。

## 描述
X-20 Dyna-Soar在1960年3月定型。它拥有一个三角翼，并且为下单翼布局，控制平衡的是翼尖而不是一般飞机上的尾翼。X-20的框架和机身上部是由一种叫“René 41”的合金制成。机身下部由经过隔热处理的René 41加上许多层钼箔制成，机鼻尖锥由石墨和氧化锆制成。
随着设计指标的变化，Dyna-Soar曾有过各种样式，但是所有的试验机都有相同的形状和布局。一个飞行员坐在机身前部，在他后面是仪器舱。仪器舱里包括各种探测器，武器和侦察用仪器，或者是一个能载四人的舱室（X-20X“空间运行载具”用的）。
在仪器舱后面是火箭发动机，它会在轨道上推动X-20，或者在发射失败时推动它与助推火箭分离。它在重新回到大气层后会被抛掉。在大气层中下落时，一个不透明的热防护罩会保护前窗。在减速板展开后它会被抛掉，这样宇航员就能看清前方并驾驶飞机安全降落。
航天/航空杂志在整个项目终止之前刊登了一幅画，上面画着X-20机鼻向下进入大气层，在机翼产生升力后改变它的倾角。在这之后，它的火箭发动机会启动并将它送回轨道。对于一架太空船来说这是很独特的性能，因为空间力学显示出这对一枚火箭来说是很难的。所以Dyna-Soar可以在被送上太空后与一颗卫星会合，在这期间即使将全部燃料用来变轨也没关系。但是，宇航员承受的G力会很大。
与后来的太空飛机不同的是，Dyna-Soar的起落架不是由轮胎而是由滑橇组成，因为人们认为轮胎在進入大气层的过程中会被烧掉。固特异轮胎公司提供了René 41制成的可收回滑橇。

## 规格
基本信息
- 机组：1

性能

## 相关
- X-15
- 载人太空实验室
- 美国空军的 黑星 – 谣传说是Dyna-Soar的继任计划

类似型号
- 米格-105
- 太空飞机
- 暴風雪號穿梭機
- Hermes
- EADS 凤凰号